# Гарманівка
Гарма́нівка — село в Україні, у Компаніївській селищній громаді Кропивницького району (до 17 липня 2020 року — у складі ліквідованого Компаніївського району) Кіровоградської області. Населення становить 350 осіб. До 2020 орган місцевого самоврядування — Гарманівська сільська рада.
Назва села унікальна - іншого села з такою назвою в Україні не існує 
Є дві версії походження назви села
Перша заключається в том, що назва походить від слова «гарман» — молотильний коток для обмолоту збіжжя або тік для обмолоту.
Другий варіант більш правдивий. Котрийсь пан Герман, який жив у селі Карлівка, колись переїхав у ці місця та збудував садибу. Ймовірно, місцевість спочатку називали Германівкою, а згодом вона стала Гарманівкою. 
У 1945 р. Указом ПВС УРСР село Германівка перейменовано на Гарманівку.
До 1 вересня 2024 року в селі функціонувала Гарманівська ЗОШ  І-ІІ ступенів.

## Населення
Згідно з переписом УРСР 1989 року чисельність наявного населення села становила 404 особи, з яких 181 чоловік та 223 жінки.
За переписом населення України 2001 року в селі мешкали 434 особи.

### Мова
Розподіл населення за рідною мовою за даними перепису 2001 року:
| Мова       | Відсоток |
| ---------- | -------- |
| українська | 97,22 %  |
| російська  | 1,62 %   |
| молдовська | 0,69 %   |
| білоруська | 0,23 %   |
| інші       | 0,24 %   |